# 埃赫特-叙斯特伦
埃赫特-叙斯特伦（荷蘭語：Echt-Susteren）是荷蘭的一个市鎮，位於荷蘭東南部，屬於林堡省。埃赫特-叙斯特伦設立於2003年，是由埃赫特和叙斯特伦兩個市鎮合併誕生。

## 外部連結
- 维基共享资源上的相關多媒體資源：埃赫特-叙斯特伦
- Official website （页面存档备份，存于）